# The Mission Waif
 (juillet 2025).
Pour plus de détails, voir Fiche technique et Distribution.
The Mission Waif est un film muet américain réalisé par Gaston Méliès, sorti en 1911.

## Fiche technique
- Réalisateur et producteur : Gaston Méliès
- Sociétés de production :  Star Film
- Format : Muet - Noir et blanc - 1,33:1 - 35 mm
- Pays d'origine : USA
- Genre : western
- Date de sortie : 28 septembre 1911

## Distribution
- William Clifford : capitaine Courtesy, le bandit
- Mildred Bracken : Mary, l’orpheline de la Mission
- Francis Ford : le père de la Mission